# 道教全国重点宫观
道教全国重点宫观是由中國道教協會提出、国务院宗教事务局确定並於1983年獲中華人民共和國國務院审批同意的21座道教全国重点宮觀。
从1950年代到文化大革命期间，道教受到嚴重打擊，不少宮觀被關閉，絕大部份道教活動終止，中國道教協會亦在文化大革命期间暫停活动。中共十一屆三中全會召开后，宗教信仰自由政策重獲重視，中國各地的大小道教宮觀逐步恢復開放，中國道教協會也恢复活动。
1982年，中國道教協會第三屆理事會在北京白雲觀召開第二次代表會議，並制定中國道教協會重新工作後的第一份工作報告，其中包括《擬作為宗教活動場所的道教全國重點宮觀名單》和《道教知識專修班教學計劃》。同年，獲國務院宗教事務局批准。
本条目所列为1983年4月9日中华人民共和国国务院批转《国务院宗教事务局关于确定汉族地区佛道教全国重点寺观的报告》附件所列道教全国重点宫观名单。

## 列表
下述為21座道教全国重点宫观（名称及地址完全按照1983年公布内容）：
- 北京
  - 白云观

- 辽宁
  - 沈阳市太清宫
  - 鞍山市千山无量观

- 江苏
  - 句容市茅山道院

- 浙江
  - 杭州市抱朴道院

- 江西
  - 贵溪市龙虎山天师府

- 山东
  - 青岛市崂山太清宫
  - 泰安市泰山碧霞祠

- 河南
  - 登封市嵩山中岳庙

- 湖北
  - 武汉市长春观
  - 丹江口市武当山：紫霄宫、太和宫（包括金顶）

- 广东
  - 博罗县罗浮山冲虚古观

- 四川
  - 成都市青羊宫
  - 都江堰市青城山：常道观（包括天师洞）、祖师殿

- 陕西
  - 西安市八仙宫
  - 周至县楼观台
  - 华阴市华山：玉泉院、镇岳宫、东道院